# Santa Josefa
Santa Josefa (Bayan ng Santa Josefa) är en kommun i Filippinerna. Kommunen ligger på ön Mindanao, och tillhör provinsen Agusan del Sur. Folkmängden uppgår till 26 729 invånare år 2015.
Santa Josefa är indelat i 11 barangayer.